# Marchal, Granada
Marchal là một đô thị trong tỉnh Granada, Tây Ban Nha. Theo điều tra dân số 2005 (INE), đô thị này có dân số là 404 người.
37°17′B 3°12′T / 37,283°B 3,2°T